# Кристина Младенович
Кристина Младенович (на сръбски: Кристина Младеновић, Kristina Mladenović) (родена на 14 май 1993 г. в Сен Пол сюрМер, Нор) е френска професионална тенисистка от сръбски произход.
Тя печели титлата на смесени двойки на турнирите Уимбълдън 2013 и Australian Open 2014 заедно с канадеца Даниел Нестор.

## Личен живот
Кристина е родена в Сен Пол сюр Мер, Франция. Баща ѝ Драган Младенович е бивш югославски хандбалист, носител на злато от олимпийските игри през 1984 г., а майка ѝ Деница е бивша волейболистка. Семейството се мести във Франция през 1992 г., когато Драган подписва за „Дюнкерк“. Тя има и брат, който се казва Лука. Живяла е преди в Порантрюй, Швейцария, но сега се е установила в Париж.
Семейството на Младенович са православни християни.

## Кариера
Младенович започва кариерата си като девойка през месец май 2006 г. 2007 г. Младенович става европейска шампионки на сингъл до 14 години. Най-големият ѝ успех като девойка идва през 2009 г., когато на Ролан Гарос за младежи на сингъл тя достига до финала. Там тя среща рускинята Дария Гаврилова и я побеждава в два сета. Същата година тя отново стига до финал, този път на Уимбълдън за девойки, но губи в спора за титлата от Нопаван Лерчевакарн.
| Изход      | No. | Година | Турнир      | Настилка | Опонент на финала   | Резултат на финала |
| ---------- | --- | ------ | ----------- | -------- | ------------------- | ------------------ |
| Шампионка  | 1.  | 2009   | Ролан Гарос | Клей     | Дария Гаврилова     | 6–3, 6–2           |
| Финалистка | 1.  | 2009   | Уимбълдън   | Трева    | Нопаван Лерчевакарн | 6–3, 3–6, 1–6      |

Оглавява ранглистата при девойките на 8 юни 2009 г.
На Аустрелиън Оупън 2009, Кристина получава уайлд кард, но бива победена от поставената под No.14 Пати Шнидер с 2–6, 6–4, 6–2.
През 2010 г. на турнира в Страсбург, Младенович получава уайлд кард и печели първия си мач на ниво WTA, след като изостава в резултата с 2–5 в третия сет, тя печели тайбрека в мача си срещу швейцарката Щефани Фьогеле, 6–3, 1–6, 7–6(7–5).

### 2011
В началото на годината, Младенович участва в отборния турнир Хопман Къп през 2011 г., играейки за Франция заедно с Никола Маю. Франция се оказа в една група с отборите на САЩ, Великобритания и Италия. Тя се изправи срещу тенисистки като Франческа Скиавоне, Бетани Матек-Сандс и Лора Робсън. След това Младенович се включи и в квалификациите на Аустрелиън Оупън 2011, където загуби още първия си мач срещу британската тенисистка Хедър Уотсън, 2–6, 3–6.
През месец май, Младенович игра на Ролан Гарос 2011, но загуби още първи кръг в три сета, 6–2, 4–6, 5–7, от Аюми Морита.
На последния турнир от Големия шлем - Ю Ес Оупън 2011, Младенович отстъпва още в квалификациите.

### 2012
На старта на годината Младенович започва работа с Биляна Веселинович, но се разделя с нея преди Уимбълдън и оттогава неин треньор е Тиери Аскионе. Младенович печели първата си WTA титла от какъвто и да е тип в Монреал, когато тя и Клаудия Янс-Игначик печелят титлата на двойки на Роджърс Къп. Младенович стига до трети кръг на Ю Ес Оупън 2012 след като побеждава рускинята Анастасия Павлюченкова, но бива надиграна от сънародничката си Марион Бартоли с 2–4, 4–6. На турнира Бел Чалъндж в Квебек, Младенович влиза в основната схема като квалификантка и стига до първия си полуфинал на WTA турнир, където претърпява загуба от Луцие Храдецка с 5–7, 6–7(5–7). Но в двойковия турнир, заедно с Татяна Малек, Младенович печели втората си WTA титла на двойки. След доброто си представяне в Канада, Младенович влиза в първата стотица на света за първи път в своята кариера.
Младенович печели първата си WTA 125 титла в Тайпе, като в същото време печели и титлата на двойки.

### 2013
През януари Младенович участва в Аустрелиън Оупън 2013, където губи във втори кръг от Слоун Стивънс.
През февруари Младенович получава уайлд кард за домашния си турнир Оупън Же Де Еф Сюез 2013. Там тя достига до полуфиналите, но отстъпва на евентуалната шампионки Мона Бартел с 1–6, 4–6. На турнира Ю Ес Нешънъл Индор Тенис Чемпиъншипс 2013 Младенович стига до четвъртфиналите на сингъл, докато на двойки печели титлата заедно с Галина Воскобоева. В края на месеца, Младенович участва и в Бразил Тенис Къп 2013, където губи в мача си от полуфиналите срещу евентуалната шампионка Моника Никулеску.
През март, на турнира Бе Ен Пе Париба Оупън 2013, Младенович отпада още първи кръг от Шанел Схеперс. На 18 март, Кристина прави своя дебют в първите 50 на световната ранглиста, изкачвайки се до No.48. След това играе до втори кръг на Сони Оупън Тенис 2013, но губи в мача си срещу Доминика Цибулкова.
През април, на зеления клей на Фемили Съркъл Къп 2013, Младенович губи още първия си мач срещу Малъри Бърдет, но печели двойковия турнир заедно с Луцие Шафаржова. Играе и на турнира Гран при на Нейно Кралско Височество принцеса Лала Мерием 2013, където отстъпва в четвъртфиналите на Шанел Схеперс. След това участва и на сингъл, и на двойки в турнира Ещорил Оупън 2013. На сингъл отпада още първи кръг от Кая Канепи, докато на двойки печели петата си титла, този път партнирайки си с Чан Хао-чин.
През месец май Младенович участва на големия турнир в Мадрид, където бива победена във втори кръг от Мария Кириленко. Следващият ѝ турнир е Интернационали БНЛ д'Италия 2013, на който отстъпва още в първи кръг на Доминика Цибулкова в 3 сета, 6–1, 2–6, 2–6. На турнира Ролан Гарос 2013 Младенович губи мача си от втори кръг срещу бившата шампионка и 9-а поставена Саманта Стоусър с 4–6, 3–6.
През юни Младенович се включва в турнира на трева АЕГОН Класик 2013, но отпада в трети кръг от евентуалната шампионка Даниела Хантухова в три сета, 6–3, 6–7(6–8), 4–6. През следващата седмица, Младенович играе в ТОПШЕЛФ Оупън 2013, но отстъпва на Цветана Пиронкова в първи кръг. На Уимбълдън 2013 в първи кръг на сингъл Младенович е победена от бившата No.1 Мария Шарапова с 6–7(5–7), 3–6. В турнира на смесени двойки тя печели титлата заедно с Даниел Нестор, отстранявайки на финала двойката Бруно Соарес и Лиса Реймънд в три сета, 5–7, 6–2, 8–6.
След Уимбълдън Младенович взема участие в турнира Интернационали Феминили ди Палермо 2013. В схемата на сингъл, тя отпада още във втори кръг, отстъпвайки на испанката Естреля Кабеса Кандела с тайбрек в третия сет. В двойковия турнир Младенович си партнира с полякинята Катажина Питер - двете стигат до финалния двубой, където побеждават сестрите Каролина Плишкова и Кристина Плишкова.
През август следва серия от отпадания в първи кръг и на сингъл, и на двойки на турнирите Роджърс Къп 2013 и Уестърн енд Съдърн Оупън 2013. На Ню Хейвън Оупън 2013 Младенович участва само на сингъл, но отново не успява да преодолее първия си мач. US Open 2013 е следващият ѝ турнир - на сингъл отпада във втори кръг, а на двойки участието ѝ заедно с Галина Воскобоева приключва в трети кръг.
През септември Кристина е поставена под номер 2 в Бел Чалъндж 2013. След победи над Мелани Уден и Петра Мартич, тя отстъпва в четвъртфиналната фаза на Южени Бушар с 3–6, 2–6. На Торай Пан Пасифик Оупън 2013 тя отпада в първи кръг и на сингъл, и на двойки. На Чайна Оупън 2013 французойката е надиграна в три сета в първия си мач срещу Карла Суарес Наваро, 2–6, 6–3, 5–7.

## Турнири отWTA Тур

### Сингъл: 1 (1–0)
| Легенда                            |
| ---------------------------------- |
| Турнири от Големия шлем (0–0)      |
| Шампионат на WTA Тур (0–0)         |
| Задължителни Висши & Висши 5 (0–0) |
| Висши (0–0)                        |
| Международни (0–0)                 |
| Турнири от сериите 125 (1–0)       |

| Финали по настилка |
| ------------------ |
| Твърда (1–0)       |
| Трева (0–0)        |
| Клей (0–0)         |
| Мокет (0–0)        |

| Изход     | No. | Дата           | Турнир                                                | Настилка | Опонент     | Резултат |
| --------- | --- | -------------- | ----------------------------------------------------- | -------- | ----------- | -------- |
| Шампионка | 1.  | 4 ноември 2012 | Тайпей Лейдис Оупън, Тайпей, Република Китай (Тайван) | Твърда   | Чан Кай-чен | 6–4, 6–3 |

### Двойки: 15 (9–6)
| Легенда                            |
| ---------------------------------- |
| Турнири от Големия шлем (0–1)      |
| Шампионат на WTA Тур (0–0)         |
| Задължителни Висши & Висши 5 (1–0) |
| Висши (1–2)                        |
| Международни (6–3)                 |
| Турнири от сериите 125 (1–0)       |

| Финали по настилка |
| ------------------ |
| Твърда (6–3)       |
| Трева (0–2)        |
| Клей (3–1)         |
| Мокет (0–0)        |

| Изход      | No. | Дата       | Турнир                                               | Настилка     | Партньор            | Опоненти                             | Резултат                   |
| ---------- | --- | ---------- | ---------------------------------------------------- | ------------ | ------------------- | ------------------------------------ | -------------------------- |
| Финалистки | 1.  | 12/06/2011 | И Бокс Сони Ериксон Оупън Копенхаген, Дания          | Твърда       | Катажина Питер      | Йохана Ларсон Ясмин Вьор             | 3–6, 3–6                   |
| Шампионки  | 1.  | 12/08/2012 | Роджърс Къп Монреал, Канада                          | Твърда       | Клаудия Янс-Игначик | Надя Петрова Катарина Среботник      | 7–5, 2–6, [10–7]           |
| Шампионки  | 2.  | 16/09/2012 | Бел Чалъндж Квебек, Канада                           | Твърда       | Татяна Малек        | Алисия Росолска Хедър Уотсън         | 7–6(7–5), 6–7(6–8), [10–7] |
| Шампионки  | 3.  | 4/11/2012  | Тайпей Лейдис Оупън Тайпей, Република Китай (Тайван) | Твърда       | Чан Хао-чин         | Чан Кай-чен Олга Говорцова           | 5–7, 6–2, [10–8]           |
| Шампионки  | 4.  | 23/02/2013 | Селюлър Саут Къп Мемфис, САЩ                         | Твърда (з)   | Галина Воскобоева   | София Арвидсон Йохана Ларсон         | 7–6(7–5), 6–3              |
| Шампионки  | 5.  | 7/04/2013  | Фемили Съркъл Къп Чарлстън, САЩ                      | Клей (зелен) | Луцие Шафаржова     | Андреа Хлавачкова Лизел Хубер        | 6–3, 7–6(8–6)              |
| Финалистки | 2.  | 28/04/2013 | Маракеш Гран при Маракеш, Мароко                     | Клей         | Петра Мартич        | Тимеа Бабош Манди Минела             | 3–6, 1–6                   |
| Шампионки  | 6.  | 4/05/2013  | Португал Оупън Оейраш, Португалия                    | Клей         | Чан Хао-чин         | Дария Юрак Каталин Мароши            | 7–6(7–3), 6–2              |
| Шампионки  | 7.  | 13/07/2013 | Палермо Интернешънъл Палермо, Италия                 | Клей         | Катажина Питер      | Каролина Плишкова Кристина Плишкова  | 6–1, 5–7, [10–8]           |
| Шампионки  | 8.  | 13/10/2013 | Ейч Пи Оупън Осака, Япония                           | Твърда       | Флавия Пенета       | Саманта Стосър Джан Шуай             | 6–4, 6–3                   |
| Финалистки | 3.  | 4/01/2014  | Бризбейн Интернешънъл Бризбейн, Австралия            | Твърда       | Галина Воскобоева   | Алла Кудрявцева Анастасия Родионова  | 3–6, 1–6                   |
| Финалистки | 4.  | 2/02/2014  | Оупън Же Де Еф Сюез Париж, Франция                   | Твърда (з)   | Тимеа Бабош         | Анна-Лена Грьонефелд Квета Пешке     | 7–6(9–7), 4–6, [5–10]      |
| Шампионки  | 9.  | 2/03/2014  | Абиерто Мехикано Телсел Акапулко, Мексико            | Твърда       | Галина Воскобоева   | Петра Цетковска Ивета Мелцер         | 6–3, 2–6, [10–5]           |
| Финалистки | 5.  | 20/06/2014 | ТОПШЕЛФ Оупън Росмален, Нидерландия                  | Трева        | Михаела Крайчек     | Марина Еракович Аранча Пара Сантонха | 6–0, 6–7(5–7), [8–10]      |
| Финалистки | 6.  | 6/07/2014  | Уимбълдън Лондон, Великобритания                     | Трева        | Тимеа Бабош         | Сара Ерани Роберта Винчи             | 1–6, 3–6                   |

(з) = В зала

### Смесени двойки: 3 (2–1)
| Изход     | Година | Турнир          | Настилка | Партньор      | Опоненти                        | Резултат         |
| --------- | ------ | --------------- | -------- | ------------- | ------------------------------- | ---------------- |
| Финалисти | 2013   | Ролан Гарос     | Клей     | Даниел Нестор | Луцие Храдецка Франтишек Чермак | 6–1, 4–6, [6–10] |
| Шампиони  | 2013   | Уимбълдън       | Трева    | Даниел Нестор | Бруно Соарес Лиса Реймънд       | 5–7, 6–2, 8–6    |
| Шампиони  | 2014   | Australian Open | Твърда   | Даниел Нестор | Саня Мирза Хория Текау          | 6–3, 6–2         |